# Notacanthus
Genre
Notacanthus est un genre de poisson appartenant à la famille des  Notacanthidés

## Liste d'espèces
Selon ITIS:
- Notacanthus abbotti Fowler, 1934
- Notacanthus bonaparte Risso, 1840
- Notacanthus chemnitzii Bloch, 1788
- Notacanthus indicus Lloyd, 1909
- Notacanthus sexspinis Richardson, 1846
- Notacanthus spinosus Garman, 1899